# خوشبختی کس دیگر
خوشبختی کس دیگر (هلندی: Een ander zijn geluk) یک فیلم بلژیکی- هلندی است که توسط فین تروچ نوشته و کارگردانی شده است. این فیلم بلژیکی موفق به ورود به بخش جایزه اسکار بهترین فیلم خارجی‌زبان از هفتاد و نهمین دوره جوایز اسکار شد ولی موفق به دریافت جایزه نشد. از جمله بازیگران آن می‌توان به یوهان لیسن اشاره کرد.